# La Bonne Maison
La Bonne Maison est un concept d'habitat passif individuel. 

## Caractéristiques
120 m² accessible à tous, à « basse consommation d'énergie » (64 kWh/m²/an d'énergie primaire dont 12 kWh de chauffage) conçu par l’architecte Emmanuel Coste et construite par le groupe Geoxia (Maisons Phenix) sur l'initiative du photographe écologiste Yann Arthus-Bertrand. Elle est certifiée NF démarche HQE basse consommation. 

## Architecture
l'architecture est consensuelle et adaptable géographiquement, des dispositions intérieures répondant à la majorité des familles : un espace jour avec cuisine ouverte sur coin repas, un espace nuit avec 3 chambres. 

## Dispositions thermiques
- La bonne température sans aucun système de chauffage
- Isolation thermique renforcée (résistance thermique des murs augmentée de 2 × plus que la réglementation en vigueur)
- Rupture complète des ponts thermiques
- Fenêtres à triple vitrage (+25 % de performances / double vitrage classique)
- Réduction de la perméabilité à l’air des parois par une membrane
- Apport d’énergies renouvelables
- Solaire passif grâce à une bonne orientation de la maison et la disposition des vitrages (68 % plein sud), contrôle de la surchauffe d’été par un débord de toiture généreux,
- Éclairage naturel de toutes les pièces (hors local technique)
- Production d’eau chaude sanitaire par panneaux solaires
- Ventilation double flux sur puits canadien garantissant un air propre et tempéré hiver comme été.
- Valorisation des énergies engendrées par l’activité humaine dans la maison
- Poêle à bois haute performance
- Consommation énergétique chauffage = 12 kW/m²/an (constructions standards actuelles = 70 kW/m²/an) Coût de chauffage = 13 euros/mois

## Gestion de l’eau
- Récupérateur d’eau de pluie à usage extérieur
- Robinet limiteur de débit
- Démousseur économiseur d’eau
- Robinets thermostatiques

## Matériaux renouvelables pour la construction
Menuiseries, dalles de façades, clins, volets en bois.

## Accessibilité
La Bonne Maison est accessible aux personnes à mobilité réduite grâce aux dispositions spécifiques : seuils de portes surbaissés, toutes portes intérieures de 80 cm de large minimum, couloir 110 cm de large, douche à l'italienne…